# ジャック・エルブラン
ジャック・エルブラン (Jacques Herbrand、1908年2月12日 - 1931年7月27日)はパリ生まれのフランスの数学者。
数理論理学と類体論に業績がある。再帰関数を導入した。エルブランの定理と呼ばれるまったく別の2つの定理がある。ひとつは彼が博士論文として書いた証明論についてのもの、もうひとつはエルブラン・リベットの定理と呼ばれるものである。また、エルブラン商は、ホモロジー代数におけるオイラー標数の一種である。ヒルベルトプログラムにも貢献した（弱い算術系における無矛盾性の証明）。

## 来歴・人物
エルブランは1929年、エコール・ノルマル・シュペリウールでErnest Vessiotのもと博士号を取った。その年の10月に軍に入隊した。そのためパリ大学での論文審査は翌年まで持ち越された。ロックフェラー財団による奨学金を得て、1931年にドイツに留学。初めベルリンでノイマンと、6月にはハンブルクでエミール・アルティンと、そして最終的にゲッティンゲンでエミー・ネーターとともに学んだ。
1931年のはじめ、「算術の無矛盾性について」と題した証明論の論文を提出した。エルブランの論文が審査されているころ、クルト・ゲーデルの発表した論文「プリンピキア・マテマティカとその関連体系における決定不可能な命題について」が無矛盾性の証明を形式化することが不可能であること明らかにした。
エルブランはゲーデルの論文を読み、ゲーデルのアイデアと自身のものが矛盾しないことを説明する解説をつけた。その年の7月、2人の友人とともにフランスイゼール県にあるアルプスを登山中、滑落事故を起こし亡くなった。彼の論文「算術の無矛盾性について」は死後公刊された。
アンドレ・ヴェイユは、エルブランと同じく若くして亡くなった数学者谷山豊とエルブランを比較して、エルブランの人物像を次のように述べている。

## ブルバキ
Michele Chouchanは、クロード・シュヴァレーが「エルブランならばブルバキを嫌ったであろう」と言ったことを紹介している。（"Nicolas Bourbaki Faits et legendes" Edition du choix, 1995）